# 大连基督教会堂旧址
大连基督教会堂旧址为原西通日本基督教会旧址，是中国大连的一处历史建筑，位于辽宁省大连市中山区友好广场8号。
1905年日俄战争结束后，日本取代沙俄统治大连。同年4月，日本基督教会即在大连建立临时教会。1907年8月，大连西通日本基督教会正式建立，迁入位于西通28番地（今友好广场8号）新建的教堂内。这是一座哥特式建筑，建筑面积864平方米。1945年8月日本投降后关闭，1949年改为中山区文化馆。1969-1978年间曾为毛泽东思想宣传站。1994年文化馆迁址他处。现为肯德基快餐厅。
2011年3月15日，西通日本基督教会旧址被列为大连市第三批重点保护建筑。2013年3月25日，大连基督教会堂旧址由大连市人民政府公布为第六批大连市文物保护单位。

## 图集

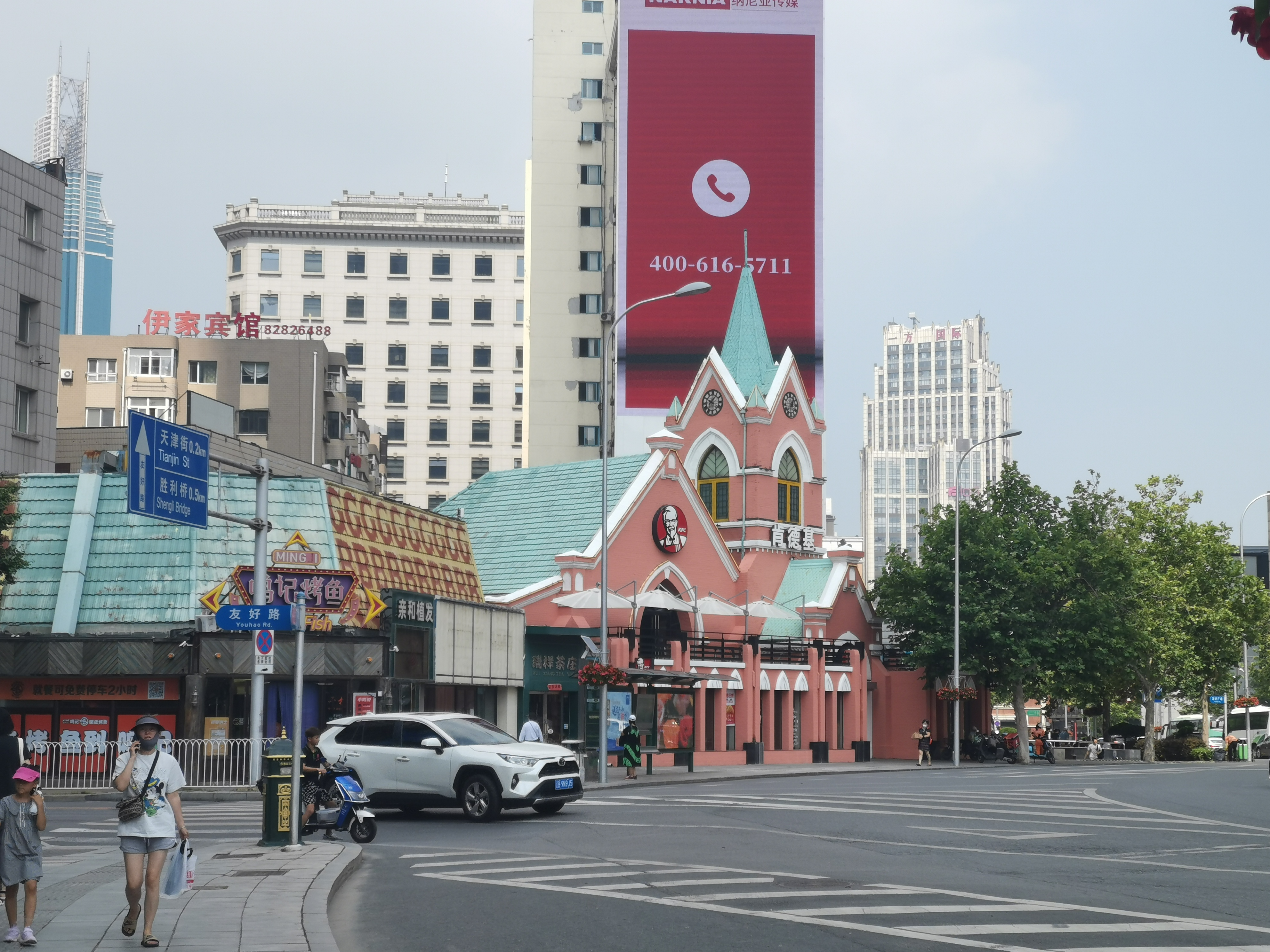
摄于2023年